# Гребля ірано-туркменської дружби
35°56′55″ пн. ш. 61°09′48″ сх. д. / 35.948611° пн. ш. 61.163333° сх. д.
Гребля ірано-туркменської дружби (перс. سد دوستی) — гребля, розташована на державному кордоні між Іраном і Туркменістаном. 

## Загальне
Гребля розташована на річці Теджен, потужність складає 820 мільйонів кубічних метрів. Кожна держава має право використовувати 410 кубічних метрів запасів води у греблі. 
Проект реалізований при бюджеті в 168 мільйонів доларів, на церемонії відкриття греблі був присутній міністр закордонних справ Ірану Камаль Харразі, який заявив, що гребля є символом міцної дружби між Іраном і Туркменією. Він також сказав, що Іран та Туркменістан співпрацюватимуть у багатьох галузях, включаючи газову галузь, нафтохімію, електрику та наголосив на необхідності подальшої координації дій та співпраці між двома країнами на регіональній та міжнародній арені з найважливіших глобальних питань.